# سالدانا (لاعب كرة قدم)
سالدانا هو لاعب كرة قدم برازيلي في مركز ظهير ‏، ولد في 7 فبراير 1989 في بورتو أليغري في البرازيل. لعب مع بورتوغيزا سانتيستا ونادي أتلتيكو هيرمان أيشينجار ونادي أفاي لكرة القدم.

## وصلات خارجية
- سالدانا (لاعب كرة قدم) على موقع قاعدة بيانات كرة القدم.إي يو (الإنجليزية)
- سالدانا (لاعب كرة قدم) على موقع Soccerway.com (الإنجليزية)